# Pund (viktenhet)

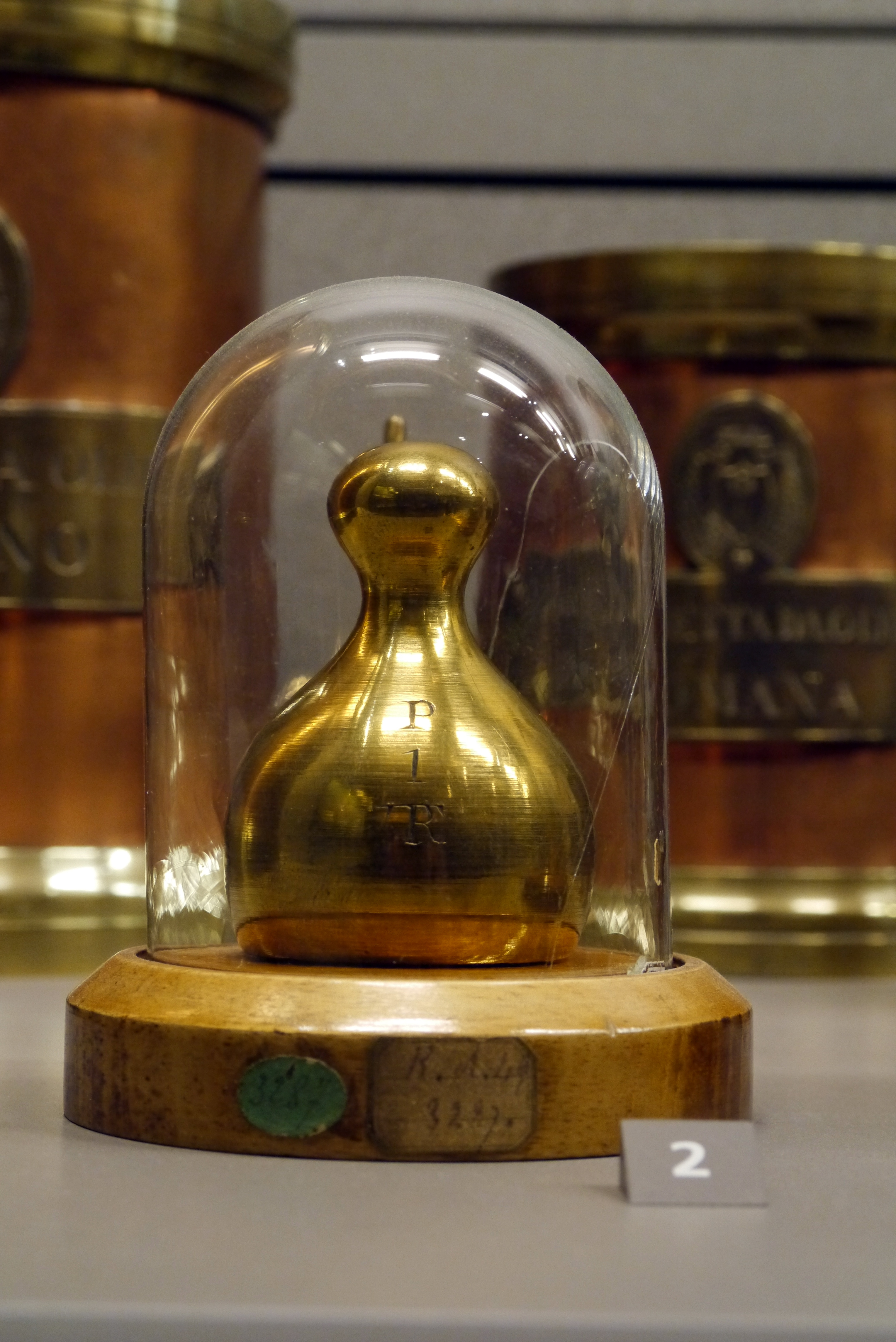
Brittisk referensvikt för 1 pund, omkring år 1800.

Pund (förkortningar: lb, lbs (pluralis), lbm, lbm, ℔) är en viktenhet som används i det brittiska måttsystemet. Begreppet har använts som definition för ett antal olika vikter men idag används främst begreppet när man menar det internationella avoirdupois-pundet som exakt motsvarar 0,453 592 37 kilogram.
Pund delas upp i uns, vilket motsvarar sextondels pund (cirka 28 gram).
| lb (pound)   | kg (kilogram) | g (gram) | oz (ounce)    |
| ------------ | ------------- | -------- | ------------- |
| 1            | 0,45359237    | ≈453,6   | 16            |
| 2,2046226218 | 1             | 1 000    | 35,2739619496 |
| 0,0625       | 0,0283495231  | ≈28,35   | 1             |

## Historia

Jämförelse av olika brittiska pund, varav avoirdupois idag är det internationellt standardiserade.

Innan den internationella definitionen fastställdes använde alla länder egna definitioner på ett pund. Inom samma land kunde definitionen skilja mellan olika städer. I hela Europa var det före metersystemets införande en betydande variation med olika definitioner av storleken av ett pund.
Det äldsta engelska pundet, Tower pound var 348,16 gram. Troy pound, introducerad 1526 och senare använt främst som ädelstens- och myntvikt motsvarar 373 gram.

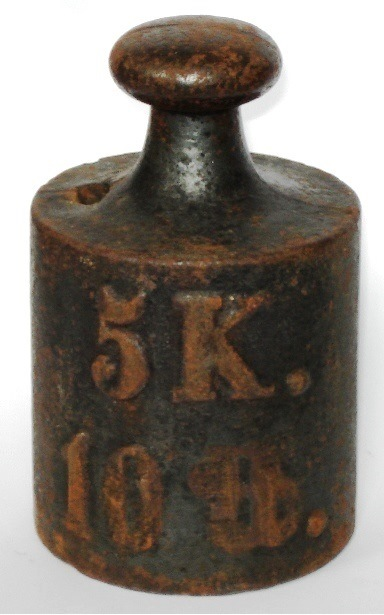
En tysk vikt på 5 kg eller 10 Pfund.

I tyskspråkiga länder kallas motsvarande viktenhet Pfund. Det har genom tiderna förekommit ett antal olika definitioner, men sedan i mitten på 1800-talet motsvarar 1 Pfund i allmänhet 500 gram.